# Emilio Colombo (giornalista)
Emilio Colombo (Saronno, 16 ottobre 1884 – Milano, 20 maggio 1947) è stato un giornalista, calciatore e arbitro di calcio italiano.

## Biografia
Già calciatore, giocava mediano sinistro nell’U.S. Milanese che aveva contribuito a fondare e terzino sinistro ne era Carlo Magno Magni, scrittore calcistico dell’allora bisettimanale rosea. Quando Magni si dovette assentare per qualche tempo, impegnato a Budapest, propose a Colombo di rimpiazzarlo come giornalista. Così divenne redattore della Gazzetta dello Sport e direttore della stessa dal 1922 al 1936 quasi senza soluzione di continuità. Sempre nel 1936 acquisì la direzione del Guerin Sportivo e divenne presidente del Milan, carica che mantenne fino al giugno del 1939.
È ricordato per aver elaborato il cosiddetto compromesso Colombo, che mise fine allo scisma del calcio italiano del 1921-1922 tra la Federazione Italiana Giuoco Calcio e la Confederazione Calcistica Italiana.
A Colombo è intitolato lo stadio della sua città natale.

## Arbitro
Era arbitro effettivo già nel 1913, ed arbitrò sicuramente fino alla fine della stagione 1919-1920 quale arbitro a disposizione del Comitato Regionale Lombardo per le gare di Prima Categoria e Promozione. Nel 1919, data l'esperienza acquisita, l'AIA lo abilitò a dirigere le semifinali nazionali di tipo interregionale.